# ورمیلیون (اوهایو)
ورمیلیون(به انگلیسی: Vermilion) شهری در ایالت اوهایو کشور ایالات متحده آمریکا است که جمعیت آن در سرشماری سال ۲۰۱۰ میلادی، ۱۰٬۵۹۴ نفر بوده‌است.